# Новая песня
О стихотворении Петра Лаврова см. Новая песня (Лавров)

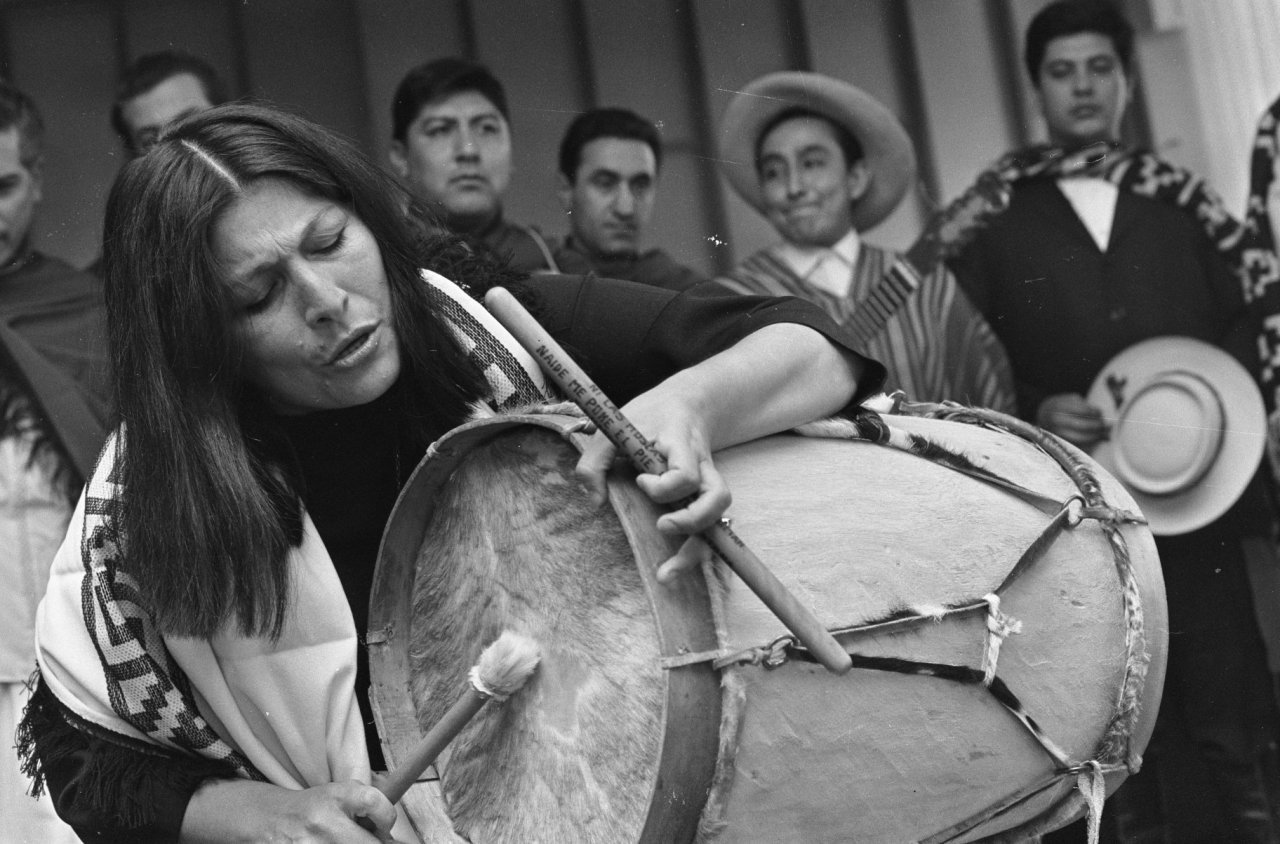
Выступление Мерседес Соса в 1967 году

Новая песня (нуэва кансьон; исп. nueva canción) — направление музыки Испании и Латинской Америки, которое развивалось с 1960-х по 1980-е годы. Отличалось протестной направленностью и связью с народной музыкой (музыка инков, испанский фольклор). В рамках этого направления на Кубе возникла новая трова, а в Бразилии — тропикалия.
В Чили движение основано в 1960-е Виолетой Паррой и Виктором Харой. Хара поддерживал левое правительство Сальвадора Альенде (песня Venceremos) и был убит после его свержения. Группы Quilapayún (первые исполнители песни El pueblo unido jamás será vencido) и Инти-Иллимани оказались высланными из страны. 
В Аргентине направление было наиболее ярко представлено в творчестве Мерседес Сосы. Во время преследования властями «левых» её арестовали (1979), после чего она покинула страну. 
К «новой песне» также относились испанские музыканты, протестовавшие против режима Франко — в частности, Жуан Серрат и Пако Ибаньес. В число исполнителей «новой песни» входил уругваец Альфредо Ситарроса, подвергавшийся политическим преследованиям. В Никарагуа братья Мехиа-Годой (Карлос и Луис Энрике) поддерживали сандинистское движение.